# Eklatering
Eklatering (franska éclater, explodera, brista ut, slå igenom, bullra) är en term för offentliggörande i högtidligt sammanhang, som framför allt används för tillkännagivande av att förlovning ingåtts.
Som svar bör den som mottagit sådant tillkännagivande svara i brev med dennes visitkort med texten "p. f." (pour féliciter - för att lyckönska) i det sydvästra hörnet på kortet.